# Prințesa Milica de Muntenegru
Prințesa Milica Petrović-Njegoš (14 iunie 1866 - 5 septembrie 1951) a fost fiica regelui Nicolae I al Muntenegru și a soției lui, Milena Vukotić. Milica a fost soția Marelui Duce Petru Nicolaevici al Rusiei, fratele mai mic al Marelui Duce Nicolae Nicolaevici al Rusiei a cărui soție era sora Milicăi, Anastasia.

## Milica și Anastasia

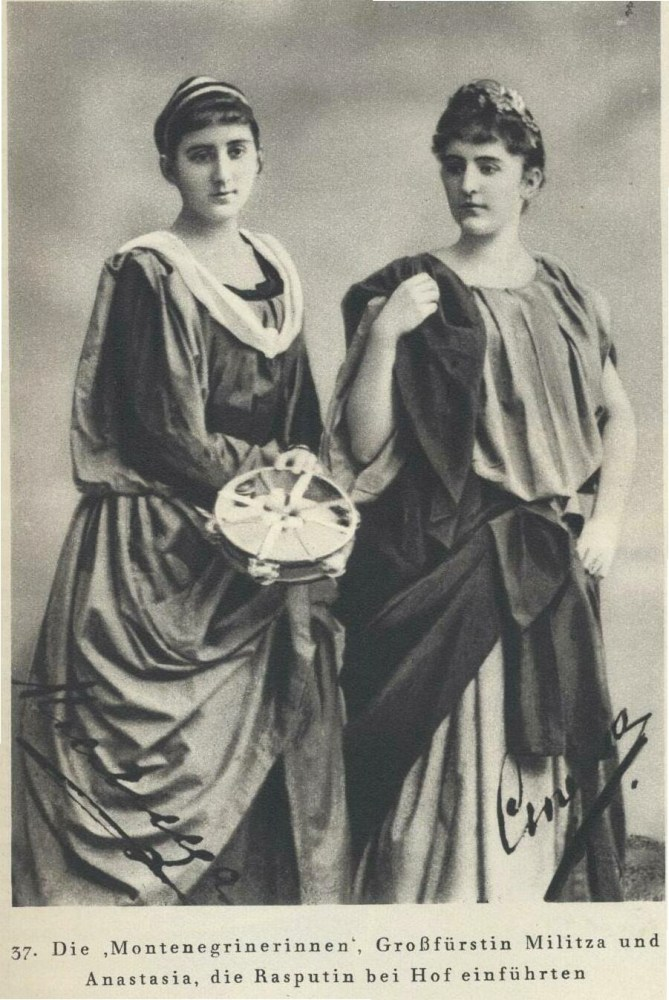
Milica (stânga) și Anastasia

Milica și sora ei Anastasia au fost invitate de țarul Alexandru al III-lea al Rusiei să fie educate la Institutul Smolny, care era o școală pentru nobile. Ambele surori au fost influente la curtea imperială rusă. Poreclite "pericolul negru" ele erau interesate de ocultism. Au fost discreditate prin prezentarea familiei imperiale a șarlatanului mistic Philippe Nizier-Vashod  și (cu grave consecințe) a lui Grigori Rasputin.

## Căsătorie și copii
La 26 iulie 1889, s-a căsătorit cu Marele Duce Petru Nicolaevici al Rusiei, nepotul țarului Nicolae I al Rusiei. Marele Duce și Ducesa au avut patru copii:
- Prințesa Marina Petrovna (1892 – 1981)
- Prințul Roman Petrovici (1896 – 1978)
- Prințesa Nadejda Petrovna (1898 – 1988)
- Prințesa Sofia Petrovna (3 martie 1898 – 3 martie 1898)

## Exil
În urma Revoluției ruse din 1917, cuplul a părăsit Rusia pentru sudul Franței. Aici, Marele Duce Petru Nicolaievici a murit la Cap d'Antibes la 17 iunie 1931. Milica a murit la Alexandria, Egipt la 5 septembrie 1951.